# Universidade de Madras
A Universidade de Madras (em inglês University of Madras ou Madras University)  é uma universidade pública em Chenai (anteriormente Madras), Tâmil Nadu, na Índia.  Fundada no ano de 1857, é uma das universidades mais antigas da Índia, tendo sido incorporada por uma lei do Conselho Legislativo da Índia sob a colonização britânica.

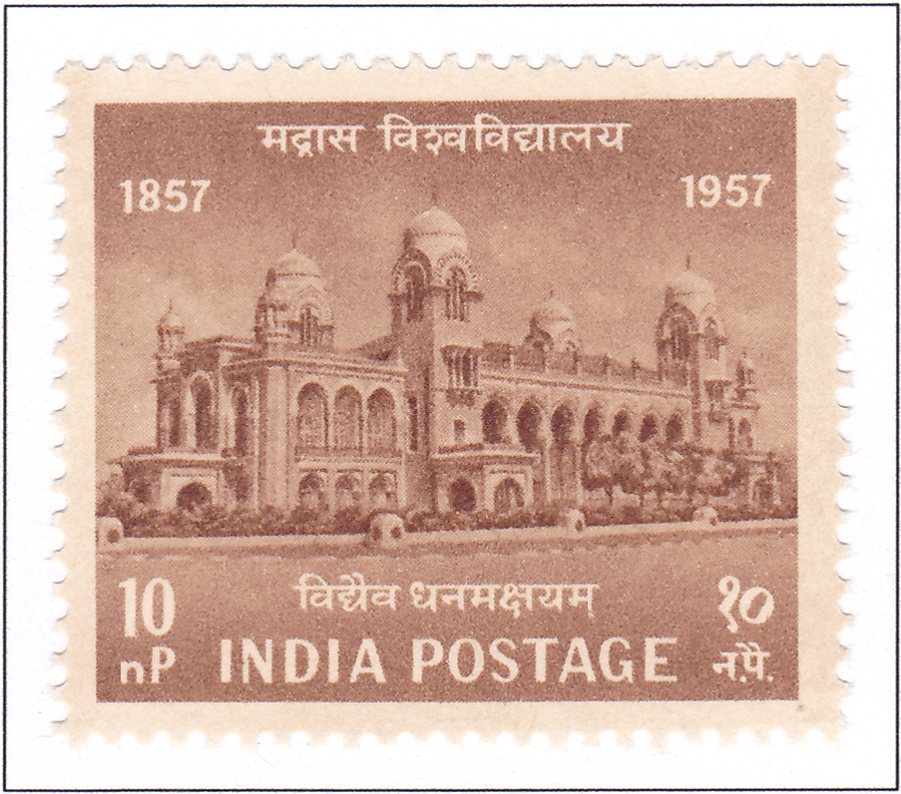
Um selo de 1957 dedicado ao centenário da Universidade de Madras